# プナルウ (ハワイ島)

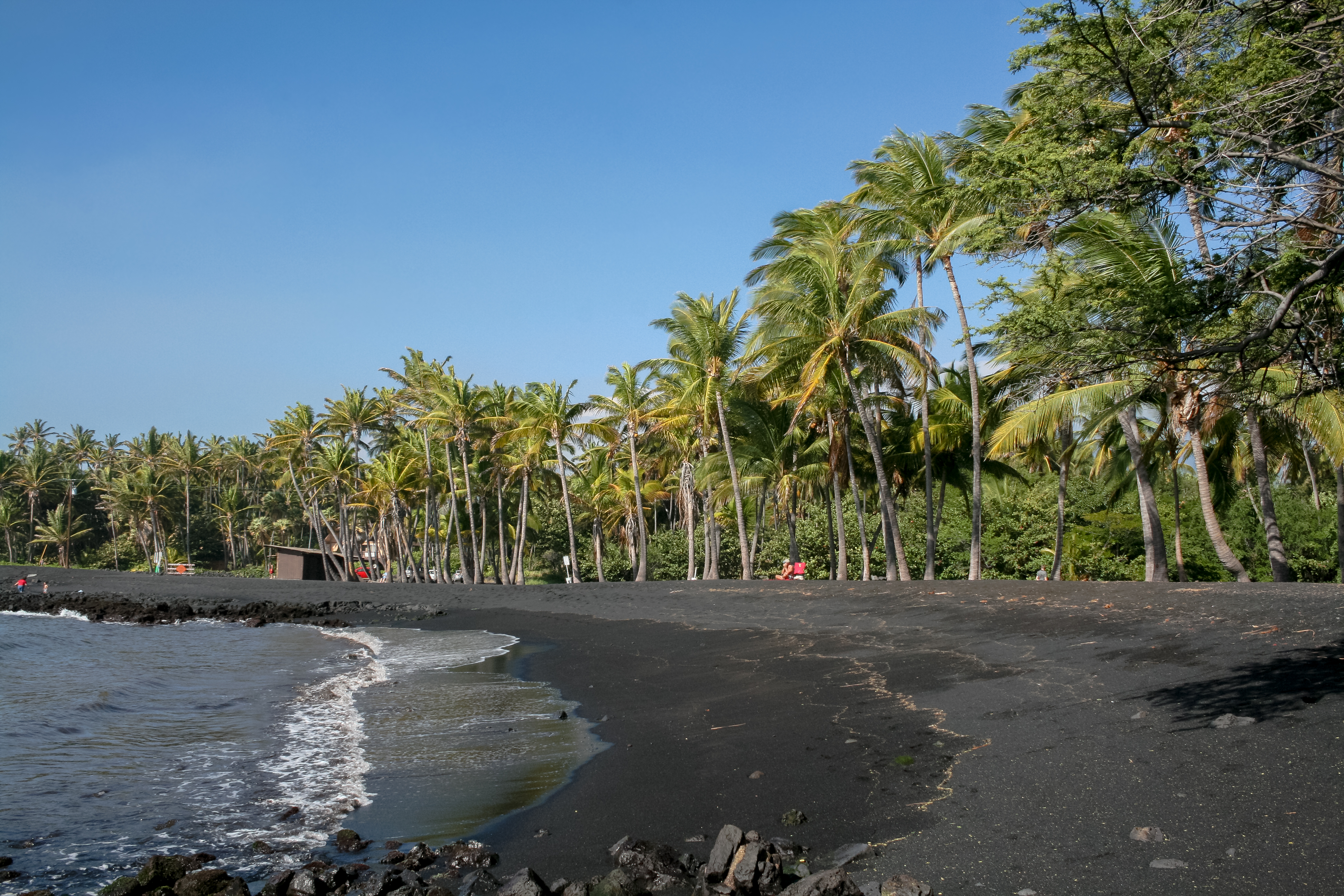
プナルーの黒砂海岸

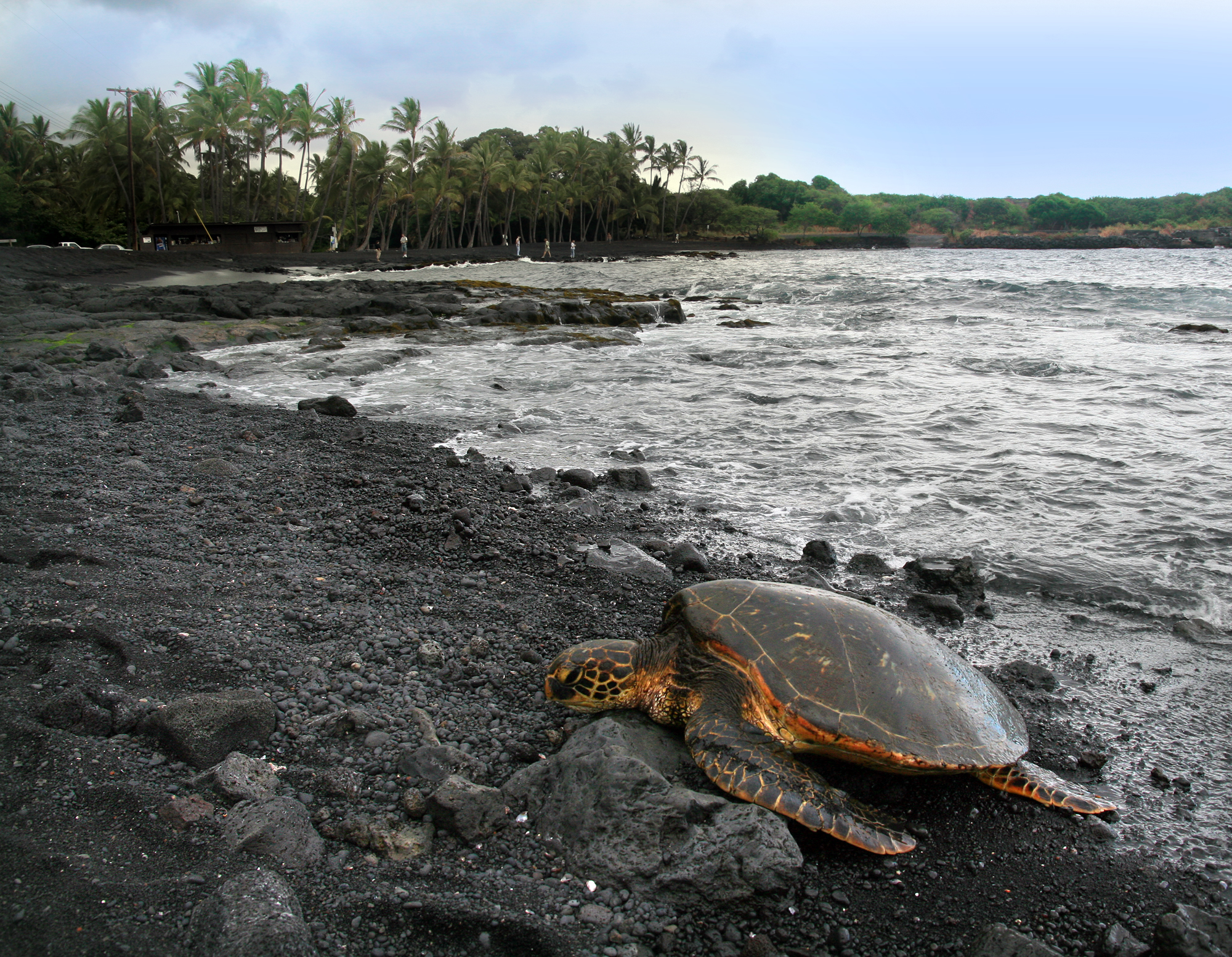
黒砂海岸のアオウミガメ

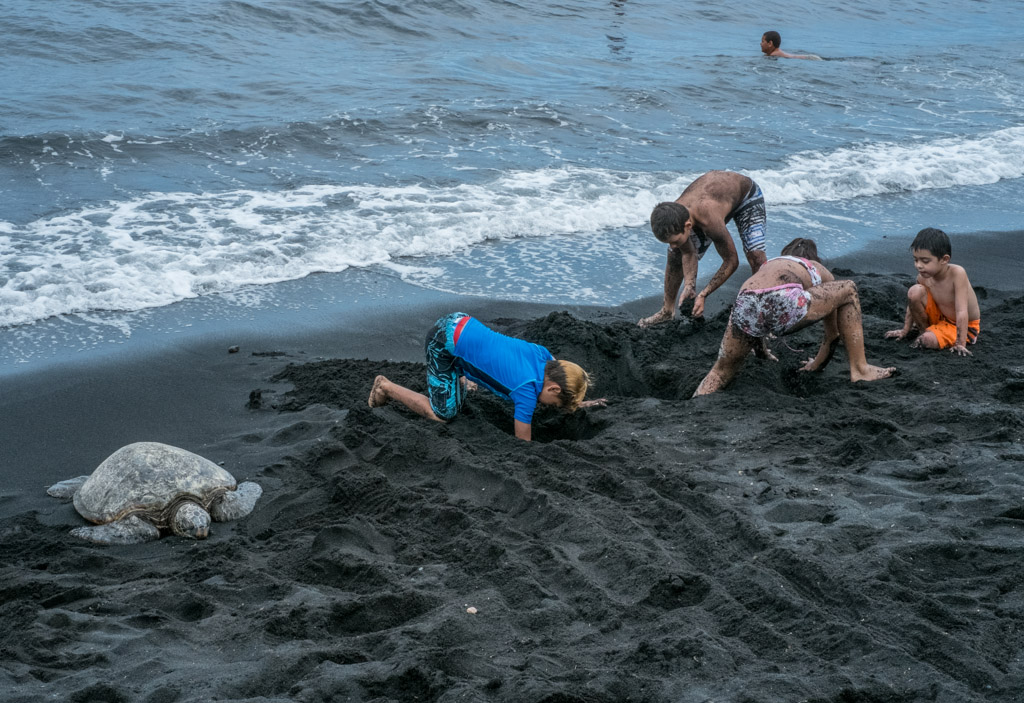
アオウミガメと子供たちがプナルーの黒砂海岸をシェア

プナルウ（英語: Punaluu）はアメリカ合衆国ハワイ州ハワイ島南西部のカウ地区にある地名で、黒砂海岸があるのでブラックサンド・ビーチとも呼ばれている。この黒砂海岸は、近くのハワイ火山国立公園の火山の爆発でできた玄武岩が海で洗われることによってできたと考えられる。この海岸では、絶滅危惧種のアオウミガメとタイマイが浜で太陽を浴びているのが、よく見られる。

## 海岸
黒砂海岸には岩が多く、泳ぐのは危険である。また、海岸には地下から大量の淡水が流れ込んでいて、この淡水は非常に冷たく、ガソリンと水が混ざる際のように感じる。伝説によると、旱魃の時にはこの地域に住んでいる古代ハワイ人は、水差しを使って海中に飛び込み、新鮮な水を手に入れたという。ハワイ語でプナルウ（puna luʻu）は「泉（水）のダイバー」というような意味である。
ビーチの経緯度は、北緯19度08分10秒 西経155度30分14秒 / 北緯19.136度 西経155.504度座標: 北緯19度08分10秒 西経155度30分14秒 / 北緯19.136度 西経155.504度で、アクセスにはハワイ・ベルトロードからニノール・ループ・ロードまたはシー・マウンテン・リゾートの入り口を利用する。キャンピングは、プナルウ・ブラックサンドビーチ公園で許可されている。

## 文化
加山雄三がザ・ランチャーズと一緒にエレキギターで演奏する「ブラック・サンド・ビーチ」が、彼のアルバム『歌う若大将より』などに含まれている。プナルウには「米国50州最南端のベーカリー」を自称するプナルー・ベイク・ショップがある。

## 交通
プナルーはハワイ州道11号線があり、ハワイ島の西側にあるカイルナ・コナから南回りでヒロへ行く途中で、ナアレフと次のパハラの間にある。

## 参照項目
- 黒砂（black sand）
- グリーンサンド・ビーチ（Papakolea Beach）- ハワイ島サウスポイント
- マジックサンド・ビーチ、別名：ホワイトサンド・ビーチ（Laʻaloa Bay）- ハワイ島カイルア・コナ